# A Elbereth Gilthoniel
A Elbereth Gilthoniel è un inno elfico a Varda (Elbereth) nell'opera Il Signore degli Anelli di J. R. R. Tolkien.
Nel disco Gli Anelli del gruppo musicale ligure Myrddin si trova una versione cantata, realizzata in collaborazione con la Società Tolkieniana Italiana che mise a disposizione una registrazione della voce dell'autore stesso che declamava la lirica, in modo da poterne ascoltare ed imparare la pronuncia.

## Testo
Il testo è scritto in sindarin:
silivren penna míriel
o menel aglar elenath!
Na-chaered palan-díriel
o galadhremmin ennorath, 
Fanuilos, le linnathon
nef aear, sí nef aearon!»

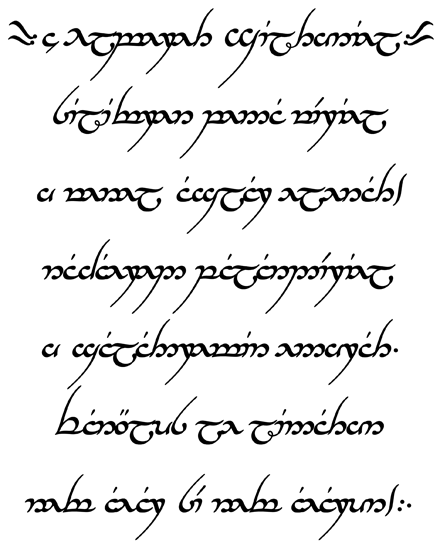
La versione di A Elbereth Gilthoniel scritta con le tengwar secondo il modo di Beleriand

(bianche) faville che digradano scintillanti come gemme
dal firmamento [la] gloria della volta stellata!
A remote distanze contemplando lontano 
da [i] paesaggi intessuti di alberi nella Terra di Mezzo,
Fanuilos, a cui va il mio canto
da questa riva dell'oceano, qui da questa riva del Grande Oceano!»
(J.R.R. Tolkien, Il Signore Degli Anelli)
(J.R.R Tolkien, Il Signore Degli Anelli)